# Gaëtan Wenders
 (mars 2021).
Pour les articles homonymes, voir Wenders.
Gaëtan Wenders est un acteur belge né à Bruxelles.

## Biographie
Né à Bruxelles d'une mère Norvégienne et d'un père Belge. 
Formé au Conservatoire royal de Bruxelles, Gaëtan poursuit sa formation au Théâtre des Cinquante à Paris avec Andreas Voutsinas et au Herbert Bergoff Studio de New York avec Susan Jackson & Laura Esterman. Il joue aussi bien au théâtre, qu'au cinéma et à la télévision, fait de nombreux doublages, publicités et voix de documentaires. 
Il a eu l'occasion de jouer plusieurs personnages marquants de l'histoire tels que celui de Vincent van Gogh dans le court-métrage Sunflower Seed ou le rôle de Steve Jobs dans le film Iron Sky 2.
Au Théâtre, il interprète aussi bien des textes classiques que des textes et des formes théâtrales plus contemporaines.
Durant sa carrière, il a travaillé avec Pam Grier, Richard Armitage, Tom Holland, Christophe Lambert, Ray Winstone, Tom Green, Udo Kier, Lubna Azabal, Zabou Breitman, Jon Bernthal, Philippe Noiret, Maisie Williams.

## Filmographie
- 1986 : L'Œuvre au noir d'André Delvaux : un moine
- 1995 : Macbeth de Claude d'Anna : Fléance
- 1995 : Fortress 2 : Réincarcération (Fortress 2) de Geoff Murphy : Eric Brendson
- 1995 : Le Roi de Paris, de Dominique Maillet : Treplev
- 1996 : Nello et le chien des Flandres de Kevin Brodie : Rajias
- 1997 : La Mondaine (tv, épisode Maryline) de Marco Pico : Jean-Marie
- 1999 : Maigret et l'Inspecteur Cadavre (tv) de Pierre Joassin : Edouart
- 2001 : Mauvais genres de Francis Girod : l'infirmier
- 2002 : Le Destin de Clarisse (tv) de Gilles Béhat : John Simson
- 2002 : Prime Suspect (tv, épisode Blood Bath) de Craig Sills : Ralph
- 2003 : Léa Parker (tv, épisode En immersion) de Gérard Groce : l'espion
- 2004 : Marquis d'Henri Xhonneux : personnage masqué (assassin)
- 2006 : J'aurais voulu être un danseur d'Alain Berliner : Titi
- 2006 : Duval et Moretti (tv, épisode Grabuge sur les docks) d'Olivier Jamain : le dealer
- 2007 : Sous le soleil (tv, épisode Jalousies), de Bruno Garcia : Marc Lanceval
- 2007 : Une suite pour deux, téléfilm de Didier Albert : L'employé du golf
- 2008 : The Soup (tv) de Ian Poitier : Terry
- 2008 : Une chaîne pour deux de Frédéric Ledoux : Jean-Paul
- 2009 : Seconde Chance (tv) de Vincent Giovanni et Philippe Proteau : Tony
- 2009 : Familie (tv) : série flamande : le French lover
- 2010 : The Hot Potato de Tim Lewiston : french customs officer
- 2011 : À tort ou à raison (tv, épisode L'Affaire Saint-Maxime), d'Alain Brunard : Philippe van celst
- 2011 : Le Jour où tout a basculé, épisode Trahison à l'anglaise, de Lionel Smila: l'amant prof d'anglais
- 2012 : Sunflower Seed, de Pascal Adant : Vincent Van Gogh
- 2013 : Belle comme la femme d'un autre, de Catherine Castel : l'amant
- 2014 : Who 's in the fridge…? court métrage de Phillipe Lamensch : Eddy
- 2014 : The Cleaner de Ian Mac Abraid : le tueur
- 2015 : Versailles (série télévisée) de Jalil Lespert : Chevalier Noble
- 2016 : Vénus, Mars ? (également Réalisateur et Scénariste)
- 2017 : Last Crusade - Les Gardiens de la relique (Pilgrimage) de Brendan Muldowney : Lord Fournier
- 2017 : Section de recherche de Jean-Marc Thérin : Bertrand Vincenti
- 2018 : Plus belle la vie (série) : Christophe Ford, PDG de GTS et père de César Cordennier
- 2019 : Iron Sky 2 de Timo Vuorensola : Steve Jobs
- 2020 : Into the Night (série télévisée) : Louis
- 2021 : Un si grand soleil : M. Strassen
- 2022 : Professor T. (ITV) : Nicolas Plummer-Hill (saison 2, épisode "The family")
- 2023 : The New Look de Julia Ducournau : Jacob Friedman

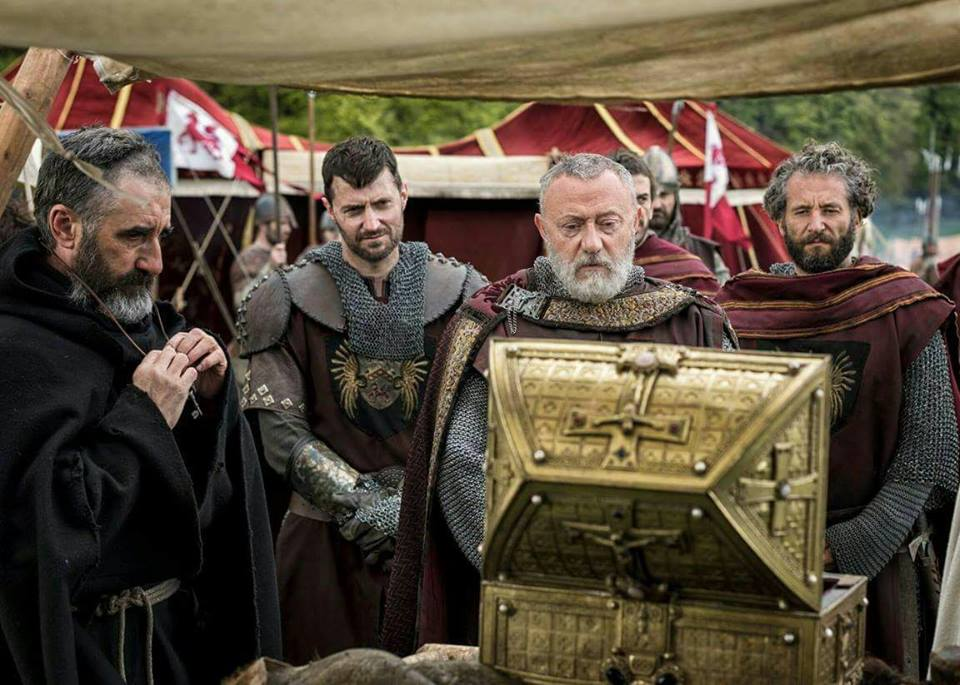
Gaëtan Wenders, Richard Armitage et Eric Godon dans le film Pilgrimage.

### Courts métrages
- Les Hommes de ma vie, de Karine de Villers
- Verrouillage central, de Geneviève Mersch
- Triste Comédie, de Sandrine Willems
- Palmyra, de Tatianna de Perlinghi
- Pare-choc, de Karine de Villers
- De l'absence, d'André Golberg
- Les esquisses de l'aube,de Stephane Oertli
- Doriano Macca, de William Khalifé

### Publicités
Orangina - Renault - Minute Maid - Madrange - Orange (entreprise) - Thomas Cook - Le Gaulois - Rizla+ - Cuisinella - Libelle - Gillette - Godiva - Frontline - sécurité routière.

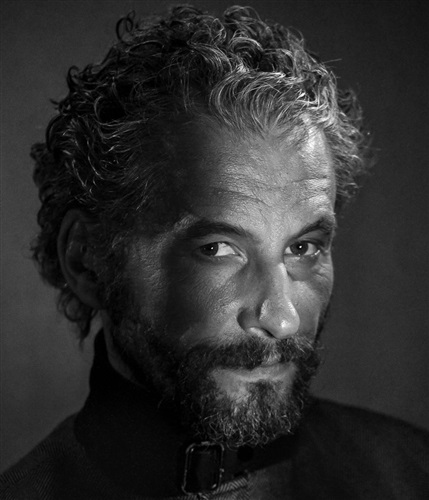
Gaëtan Wenders par Marie-Claude Schwartz.

## Théâtre
- Le livre de la jungle adaptation de Thierry Debroux au Théâtre du Parc dans les rôles du Narrateur et d'Akela,musique et chanson de Phillipe Taskin mise en scène de Daphnée D'heur & Thierry Debroux
- Et Devant moi, le monde de Suzanne Emond au centre culturel de la Vénerie-espace Delvaux : Serge
- Trahisons d'Harold Pinter, mise en scène de Bruno Emsens au théâtre des Bosons, Bruxelles : Jerry
- A-Ronne II de Luciano Berio, mise en scène d'Ingrid von Wantoch Rekowski, Le Manège de Reims, Théâtre national de Belgique, IRCAM-Beaubourg et Théâtre national de l'Opéra-Comique, Le Gymnase de Marseille, festival des Brigittines, festival de Szalzbourg …..
- L'Iliade d'Homère, mise en scène de Jules-Henri Marchant, Rideau de Bruxelles : Agamemnon
- L'Adolescent de Fiodor Dostoïevski, mise en scène Pierre Laroche, Théâtre Le Public de Bruxelles : le prince Serguei Sokolski
- Pièces de guerres d'Edward Bond, mise en scène Isabelle Pousseur, Théâtre Océan Nord : le soldat
- Nocturne pour un poète de René Fix, mise en scène Claudia Morin, abbaye de Port-Royal des Champs et Théâtre 14 Jean-Marie Serreau, Fort Saint-Antoine, Monaco : Titus et Racine jeune
- Le Songe d'une nuit d'été de William Shakespeare, mise en scène Bernard De Coster, Théâtre national de Belgique : Lysandre
- L'Homme laid de Brad Fraser, mise en scène Dominique Haumont, Théâtre de Poche : Cole
- Le Public Federico García Lorca, mise en scène Frédéric Dussenne, Théâtre de Poche : l'empereur
- Le journal secret d'Adrian Mole de Sue Townsend, mise en scène Daniel Scahaise, Théâtre de Poche : Nigel et Barry Kent
- L'Argent du ministre de Philippe Blasband, mise en scène Roland Mahauden, Théâtre de Poche : le ravisseur
- Yalta de Vladimir Volkov, mise en scène Jacques Roman, Théâtre de l'Arsenic de Lausanne : Roosevelt
- Notre-Dame de Paris de Victor Hugo, mise en scène Alain Brunard, Abbaye de Villers-la-Ville : Phoebus
- True West (L'Ouest, le vrai) de Sam Shepard, mise en scène George C. Wolff, Nada Theatre Off-Broadway : Austin
- L'Enfant d'Obock de Daniel Besnehard, mise en scène Françoise Kourilsky, Ubu rep. Off-Broadway : Mirek
- Cédrats de Sicile de Luigi Pirandello, mise en scène Jean-Claude Penchenat, Teatro Pirandello d'Agrigente : le maire
- Cyrano de Bergerac d'Edmond Rostand, mise en scène Henri Lazarini, Théâtre du Ranelagh : Christian
- La Grotte dans les nuages de Mario Ciapuzo, mise en scène de l'auteur, Théâtre Sorano de Toulouse : Joseph
- Un mois à la campagne d'Ivan Tourgueniev, mise en scène Bernard Murat, Théâtre de l'Atelier : Beliaiev
- Les Sincères de Marivaux, mise en scène Samuel Bonnafil, Théâtre du Campagnol : Ergaste
- Les Joueurs de Nicolas Gogol, mise en scène René Chéneaux, Centre des bords de Marne : Ikarev
- L'Impromptu de Blocry, mise en scène Armand Delcampe, Théâtre du Blocry : Ignace
- Un sujet de roman de Sacha Guitry, mise en scène Sammy Brunett, Brussels Playhouse : Ancelin

## Doublage
- Shameless : Kevin "Kev" Ball
- Pokémon : saisons 3, 4, 6, 7, 8, 9, 11 et 20
- Il était une fois James Dean
- Danny Balint (The Believer)
- La ligne verte
- Blink
- Robert Fortune
- Alerte à la bombe
- Fish Tank
- REC 2
- The Mist
- Shark Attack
- Barbie : Rêve de danseuse étoile : Hilarion
- Barbie: Rock et Royales : Marcus
- Barbie et sa maison de rêve : Ryan
- La belle au bois dormant dans la série Les Contes de Grimm
- Les Musiciens de Brême dans la série Les Contes de Grimm
- Lou et l'Île aux sirènes : Kameda
- Le Pharaon, le Sauvage et la Princesse : voix d'ambiances